# Mariko Yashida
Mariko Yashida (矢志田 真理子, Yashida Mariko) é uma personagem fictícia que aparece em quadrinhos publicados pela Marvel Comics.
Ela foi retratada por Tao Okamoto no filme de 2013 The Wolverine em que Mariko é o principal interesse romântico de Wolverine, namorada e amante.

## Biografia
Mariko era filha de Shingen Yashida, e meio-irmã do Samurai de Prata, e primo de  Solaris e Sunpyre. Após a morte de seu pai, ela tornou-se líder da Yakuza criminosa de sua família, o Clã Yashida.
Ela conheceu os X-Men quando voltou de uma viagem à Terra Selvagem e foram convidados para ajudar o Japão, que estava sendo chantageado pelo terrorista Moses Magnum. Ela se aproximou de Wolverine apesar da desaprovação de sua família. No entanto, quando seu pai ordenou que ela se casasse com um criminoso para resolver uma de suas dívidas, ela obedeceu, como uma questão de honra. No entanto, seu pai sabia que Mariko ainda amava Logan, e contratou sua assassina pessoal, Yukio, que colocou veneno na bebida de Wolverine para enfraquecê-lo ao duelo que fariam logo em seguida. Assim, ele seria desmoralizado na frente de sua amada.
Após alguns acontecimentos no Japão, Mariko se tornou noiva de Logan, mas seu casamento foi interrompido pelo Mestre Mental, que usou um dispositivo de controle mental para mudar a mente de Mariko. Quando o controle cessou, Wolverine e Mariko retomaram seu relacionamento mas não tinham mais o casamento em mente. Mariko também recusou qualquer envolvimento pessoal com ele novamente.
Os X-Men voltaram das primeiras Guerras Secretas e acidentalmente acabam no Japão, lutando com uma fêmea da espécie de Lockheed que havia vindo junto com ele e estava destruindo a cidade. Durante o caos, uma jovem garota chamada Amiko Kobayashi perde a mãe quando um prédio desaba e a mata. Antes de perecer, a mulher implora para Wolverine cuidar de sua filha. Uma vez que Wolverine não poderia cuidar de Amiko, ele escolheu colocar a menina nos cuidados de Mariko, quem permaneceu como uma mãe de aluguel. Amiko e Mariko eram alvo do assassino Ogun, porém mas o ataque foi evitado por Wolverine e Kitty Pryde.
Mariko foi envenenada com tetrodotoxina por um de seus rivais. Ela pediu à Logan para matá-la, evitando assim uma morte dolorosa. Wolverine a matou e prometeu vingar Mariko.
18 anos após a morte da personagem, a Marvel decidiu mostrar seu paradeiro atual. Wolverine foi capturado por um demônio e levado para o inferno. Para Wolverine cumprir suas exigências, ele ameaçou destruir a alma de Mariko (que havia sido condenada ao inferno por sua liderança de atividades criminosas no Clã Yashida). Wolverine, no entanto, acabou por ser resgatado por seu velho amigo da Tropa Alfa, Puck, e seu próprio pai. Quando Logan finalmente estava preparado para fugir do inferno, ele pretendia levar Mariko com ele, mas sem mais nada para voltar à esta vida, ela pediu a ele para deixá-la para trás e voltar à Terra e recuperar a sua própria vida, um pedido que Logan relutantemente aceitou.

## Em outras mídias

### Televisão
Mariko aparece no episódio de Wolverine e os X-Men "Código de Conduta", dublada por Gwendoline Yeo. Ela é retratada como a anterior de Logan, namorada perdida, namorada, amante e a esposa relutante de Samurai de Prata. Um flashback de memória mostrou como ela realmente se apaixonou romântica por Wolverine, mas o clã Yakuza o fez duelar o Samurai de prata por ela. Quando Silver Samurai sequestrou os X-Men anos mais tarde, Mariko chegou à embaixada do Japão à procura de seu marido com fome de poder. Ela estava presente no duelo recente com Silver Samurai e Wolverine. Depois que Silver Samurai atuou desonrosamente usando suas habilidades mutantes quando não era permitido, o Líder de Yakuza anulou o duelo e fez com que seus homens tirassem o Samurai de Prata, pois desonrava e desonrava o clã de Yakuza. Quando o líder de Yakuza concordou em lançar os X-Men cativos, ela disse a Wolverine que o Samurai de Prata será conduzido pelos Yakuza com vergonha e que não o admitirão novamente. Quando Wolverine perguntou por que ela escolheu o Samurai de Prata sobre ele, ela disse que os Yakuza os matariam, se não tivesse escolhido o Samurai de Prata, pois esperavam sua decisão com espadas esticadas. Ela disse que se casar com o Samurai de Prata era a única coisa honrosa que podia fazer, mesmo que isso significasse mantê-la, e Logan para sempre separado um do outro. Mariko e Wolverine então seguiram seus caminhos separados.
Mariko aparece na minissérie de doze episódios Marvel Anime: Wolverine dublada por Fumiko Orikasa na dupla japonesa e repetida por Gwendoline Yeo na dublagem inglesa. Nesta série que não é contínua com as franquias Marvel, Mariko é organizada por seu pai, Shingen, para se casar com Hideki Kurohagi, que é o líder atual de Madripoor. Logan gasta toda a série em uma missão para liberá-la desse noivado para que eles possam estar juntos novamente. No décimo segundo e último episódio, Mariko foi acidentalmente atirada no peito por Hideki, mas não antes de confessar os sentimentos sentimentais fortes e duradouros que ela sempre teve por Logan, assegurando-lhe que ela sempre estará com ele em espírito quando morra pacificamente em os braços dele.

### Filme
Mariko Yashida apareceu como um personagem principal e o interesse amoroso de Wolverine no filme de 2013, The Wolverine, em que ela é interpretada por Tao Okamoto. Nesta versão, Mariko era neta de Ichirō Yashida, o homem que Wolverine salva durante o bombardeio de Nagasaki e filha de Shingen Yashida. No funeral de seu avô, ela foi sequestrada pelos Yakuza (o nome genérico de um sindicato do crime organizado originário do Japão), mas salvo por Wolverine. Então eles se escondem na casa de Yashida e quando eles começam a cair um pelo outro, Mariko é seqüestrada e levada ao pai Shingen na sede da Yashida Corporation. Ele revela que ele foi o único que ordenou que o Yakuza seqüestrasse e, finalmente, a assassino porque seu avô Ichirō lhe deixou o império em vez dele. Kenuichio Harada vem salvá-la com um clã Ninja preto e levar Mariko para um centro de pesquisa com base em Ichirō. Lá, revela-se que Ichirō está vivo e planeja usar Mariko como isca para capturar Wolverine e extrair sua imortalidade usando uma armadura robótica feita de adamantium (que se assemelha à armadura de Samurai de Prata). No entanto, ela consegue libertar Wolverine ao dirigir a máquina que Logan entra na greve da Espada de Samurai de Prata, quebrando e libertando-o. Mariko então mata Yashida com as garras descartadas de Wolverine, permitindo que ele acabe com ele. Mariko se torna o novo CEO da Yashida Corporation e diz adeus a Wolverine, esperando vê-lo novamente.